# Мьоса
Мьоса (на норвежки: Mjøsa) е е най-голямото езеро в Норвегия (фюлке Оплан, Хедмарк и Акешхус). Площ 365,2 km², обем 56,2 km³, средна дълбочина 150 m, максимална 453 m.

## Географско характеристика
Езерото Мьоса е разположено в южната част на Норвегия, в югоизточната част на фюлке Оплан, югозападната част на фюлке Хедмарк и най-северната част на фюлке Акешхус.
Заема дълбока, дълга (117 km) и тясна (до 9 km) тектонска долина, допълнително удълбана от плейстоценския ледник. Има предимно стръмни, слабо разчленени брегове с три по-толеми залива – Фурнесфиорд ва североизток, Акерсвикен на изток и Тотенвика на запад. В средата на езерото са намира големия и еденствен остров Хелгьойя. В най-северната му част, при град Лилехамер в него се влива 2-рата по дължина норвежка река Логен, а от най-южната му част, при град Лангсет изтича река Ворма, десен приток на Глома, отбасейна на Северно море.
Водосборният басейн на Мьоса е с площ 16 554 km², като 11 459 km² се падат на река Логен, а останалите – на малки и къси реки, вливащи се директно в него. Разположено е на 123 m н.в., като колебанията на водното му ниво през годината са незначителни и плавни, с малко по-високо ниво през лятото. По този начин годишният му отток е почти постоянен и с малки отклонения. Замръзва през декември, а се размразява през април.

## Стопанско значение, селища
В езерото се извършва транспортно и туристическо корабоплаване, като тук все още функционира най-старто в света туристическо корабче, построено в средата на 19 век. Обект е на воден туризъм. Покрай източния му бряг южния му браг преминава участък от жп линията, свързваща столицата Осло с град Тронхайм. По брегове му са разположени множество предимно населени места, зони за отдих и воден туризъм, като най-големите селища са градовете Лилехамер (на север), Йовик (на западния бряг), Хамар (на източния бряг) и Брюмундал (на върха на залива Фурнесфиорд).